# Гюлден (лунный кратер)
Кратер Гюлден (лат. Gylden) — останки древнего крупного ударного кратера в центральной экваториальной области видимой стороны Луны. Название присвоено в честь финско-шведского астронома, иностранного член-корреспондента Петербургской академии наук, Йохана Аугуста Гуго Гюлдена (1841—1896) и утверждено Международным астрономическим союзом в 1935 г. 

## Описание кратера
Кратер расположен практически на нулевом меридиане и к 150 км к югу от лунного экватора. Ближайшими соседями кратера являются кратер Шперер на западе-северо-западе, кратер Реомюр на севере, кратер Зелигер на северо-востоке, кратер Гиппарх на востоке, кратер Мюллер на юго-востоке, кратер Птолемей на юге-юго-западе и кратер Гершель на западе-юго-западе. На северо-западе от кратера расположена борозда Фламмариона, на северо-востоке — Борозда Реомюра (Луна). Селенографические координаты центра кратера 5°22′ ю. ш. 0°14′ в. д. / 5,37° ю. ш. 0,23° в. д., диаметр 48,2 км, глубина 2,8 км.
Кратер практически полностью разрушен и имеет неправильную форму обусловленную соседними импактами. Остатки вала кратера представляют собой неровное кольцо пиков и долин, высота остатков вала над окружающей местностью достигает 1100 м. К северной части вала примыкает сателлитный кратер Реомюр A, западную часть вала прорезает широкая расщелина. Дно чаши кратера сравнительно ровное, отмечено множеством кратеров различного размера, в юго-восточной части чаши расположен сателлитный кратер Гюлден K (см. ниже). Объем кратера составляет приблизительно 1700 км³.

## Сателлитные кратеры
| Гюлден | Координаты                                       | Диаметр, км |
| ------ | ------------------------------------------------ | ----------- |
| С      | 5°54′ ю. ш. 0°59′ в. д. / 5,9° ю. ш. 0,99° в. д. | 5,9         |
| K      | 5°28′ ю. ш. 0°36′ в. д. / 5,46° ю. ш. 0,6° в. д. | 4,3         |